# Stade de tennis de Rome
 (mars 2017).
Si vous disposez d'ouvrages ou d'articles de référence ou si vous connaissez des sites web de qualité traitant du thème abordé ici, merci de compléter l'article en donnant les références utiles à sa vérifiabilité et en les liant à la section « Notes et références ».
Le stade de tennis de Rome (Stadio Centrale del Tennis) est le nom du terrain de tennis dans le complexe sportif du Foro Italico à Rome.

## Présentation
Le vieux central du Foro Italico a été démantelé pour construire à sa place un court plus moderne et plus spacieux que le précédent. Sa date d'ouverture est en 2010. Avec 10 500 places, c'est le plus grand court de tennis d'Italie. Il est le siège du tournoi de tennis de Rome. Il pourrait à l'avenir être aussi équipé d'un toit couvert, pouvant être utilisé si les conditions climatiques le rendent nécessaire, sans  arrêter les événements sportifs, en cas de mauvais temps. Le stade a également été utilisé pour les matches de la Ligue mondiale de l'équipe nationale italienne masculine de volley-ball.
Il a été inauguré officiellement le 27 avril 2010 lors de l'édition 2010 de Internationaux d'Italie. La cérémonie d'inauguration a rassemblé, entre autres, le président du CONI Gianni Petrucci, le président de la province de Rome, Nicola Zingaretti, ainsi que les joueurs de tennis Roger Federer et Rafael Nadal.

## Centrale Live
Le stade abrite également le Centrale Live, un festival qui accueille des représentations théâtrales et des concerts.

### 2012
- 26 juin : Alessandro Siani - Sono in zona
- 4 juillet : Alessandro Mannarino - Supersantos Tour
- 9 juillet : Enrico Montesano - Buon Compleanno
- 12 juillet : Giovanni Allevi
- 16 juillet : Vincenzo Salemme - Il diavolo custode
- 18 juillet : Duran Duran - The All You Need is Now Tour
- 19 juillet : Emma - Saro libera Tour
- 22 juillet : Franco Battiato
- 24 juillet : Gigi d'Alessio

### 2013
- 20 juin : Ian Anderson - Ian Anderson Plays The Best Of Jethro Tull
- 22 juin : Maurizio Battista (Rq : soirée unique)
- 27 juin : Massimo Ranieri (2 500 000 téléspectateurs)
- 7 juillet : Leonard Cohen
- 9 juillet : l'Aiguillon - Back to Bass Tour
- 10 juillet : Pino Daniele
- 12 juillet : Entre Autres Morcheeba
- 15 juillet : Nek - Filippo Neviani Tour
- 18 juillet : Cesare Cremonini - Live 2013
- 19 juillet : Alessandro Siani
- 22 juillet : George Benson
- 23 juillet : Alan Parsons - Alan Parsons Live Project
- 25 juillet : Alex Britti
- 27 juillet : Carlos Santana - The Sentient Tour
- 11 septembre : Ale & Franz et Enrico Ruggeri - Sarebbe Bello
- 13 septembre : I Soliti Idioti

## Vues

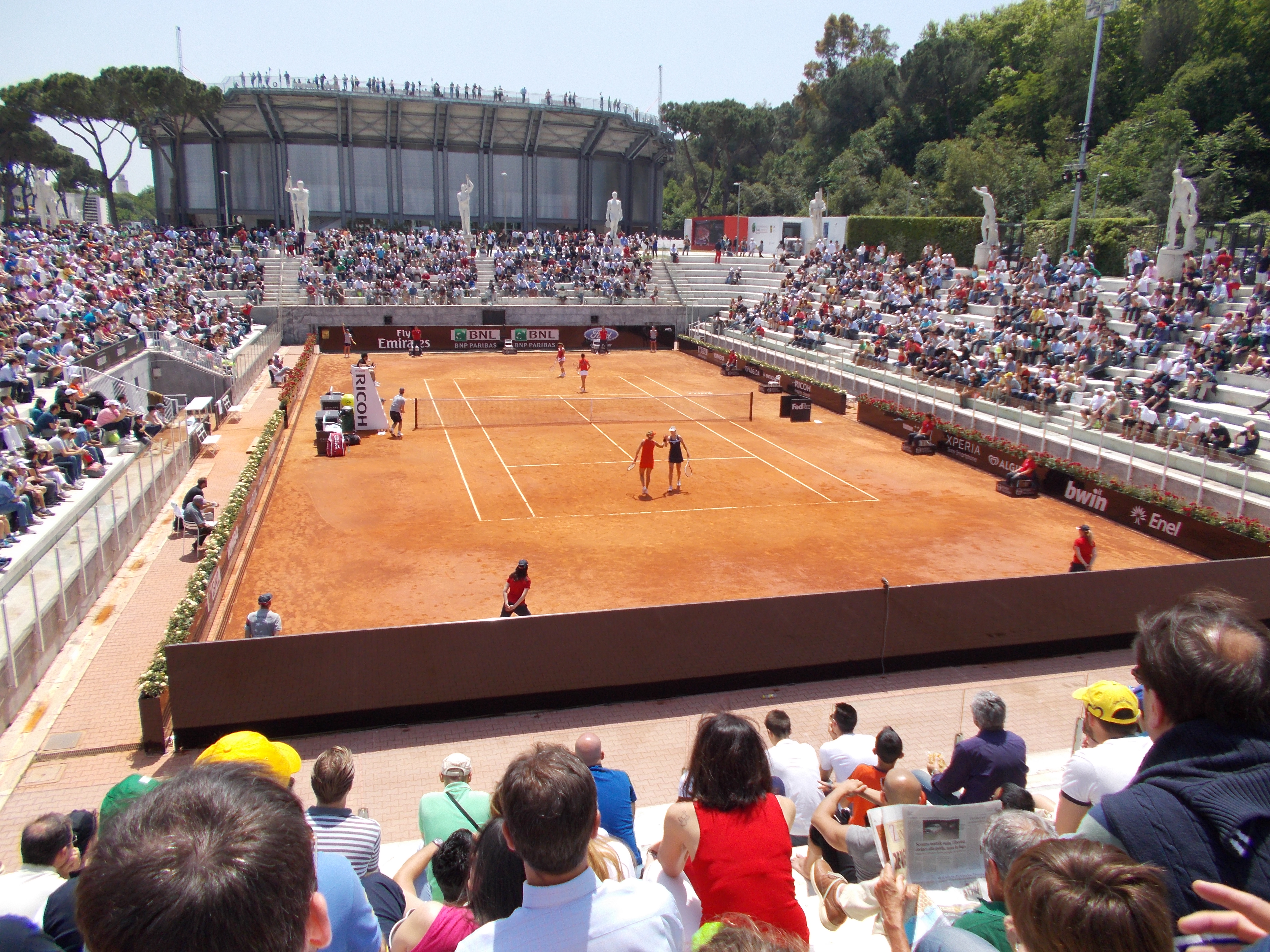
Court Nicola Pietrangeli
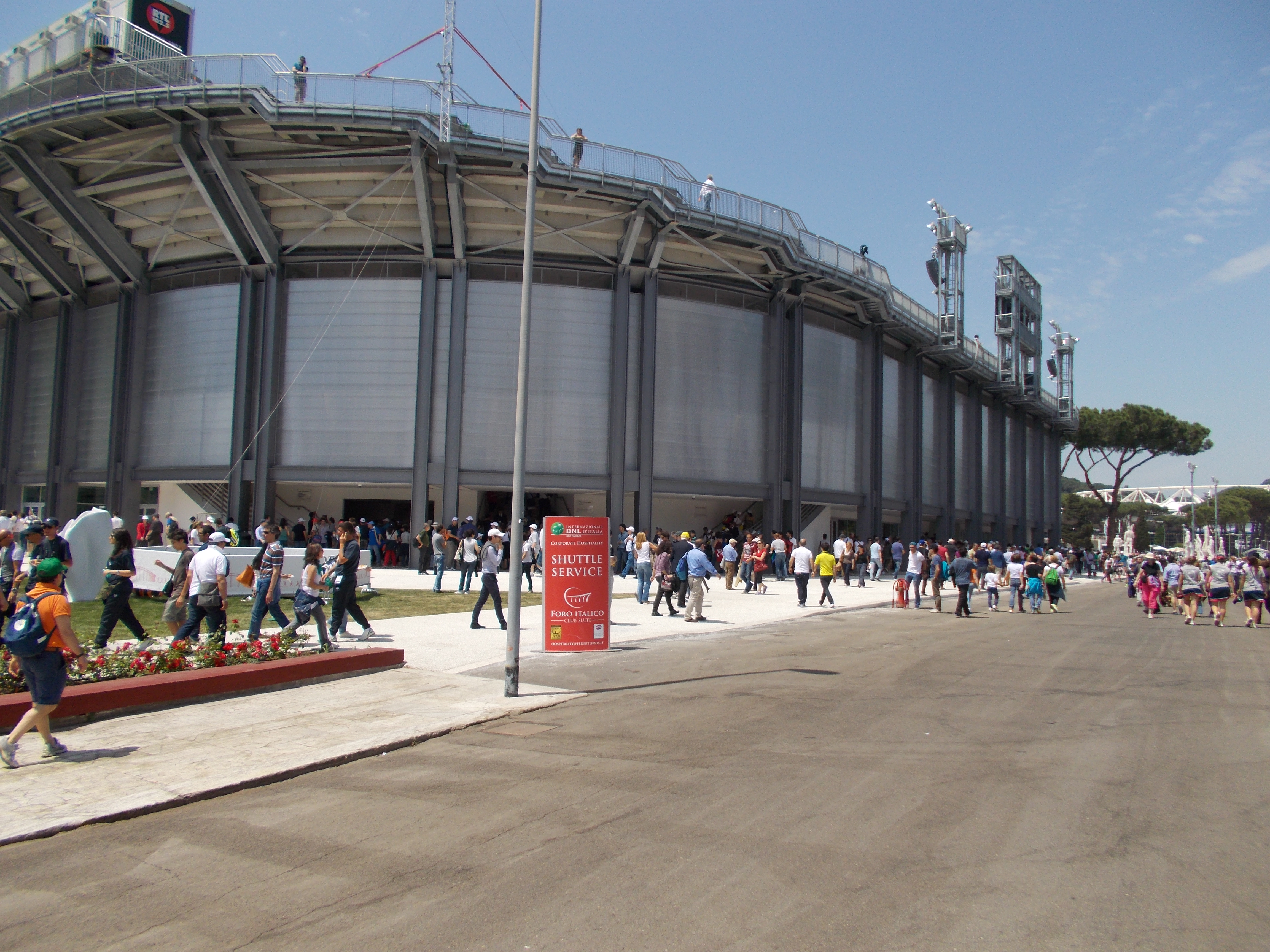
Court Central
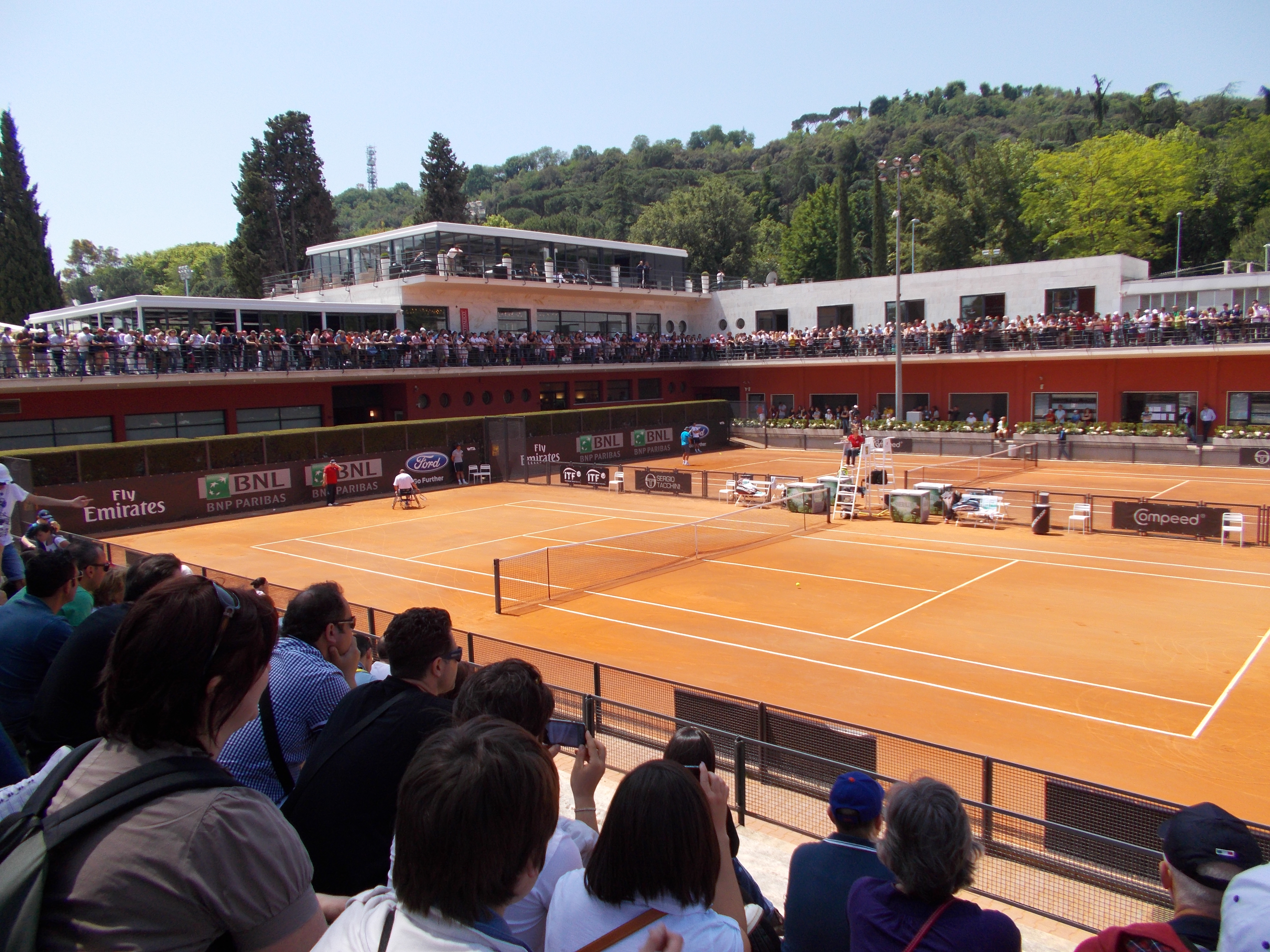
Courts secondaires
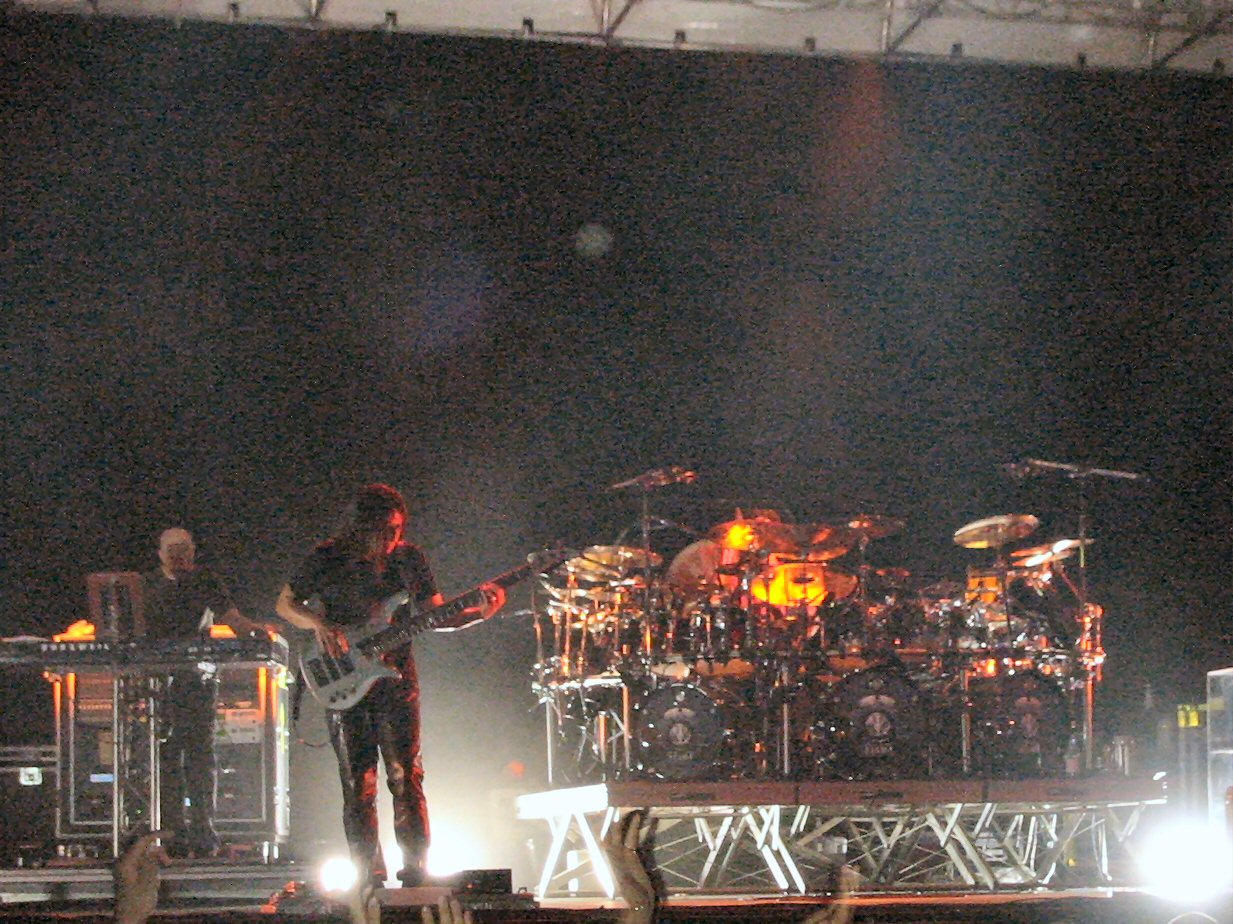
Concert Central Live